# Уайт, Карен Малина
Карен Малина Уайт (англ. Karen Malina White, род. 7 июля 1965) — американская актриса, известная благодаря ролям в телевизионных ситкомах.
Уайт родилась и выросла в Филадельфии, штат Пенсильвания и окончила Говардский университет со степенью бакалавра. В 1989 году она снялась в кинофильме «Держись за меня» с Морганом Фриманом и Беверли Тодд, за роль в котором номинировалась на премию «Молодой актёр». В 1990 году она получила второстепенную роль Мишель Браун в двух последних сезонах ситкома NBC «Шоу Косби». Эту роль она повторила на регулярной основе в финальном сезоне его спин-оффа, «Другой мир», в 1992-93 годах.
Уайт добилась наибольшей известности благодаря главной женской роли в ситкоме UPN «Малкольм и Эдди», где она снималась с 1996 по 2000 год. С 2001 по 2005 год она работала в анимационном ситкоме Disney Channel The Proud Family. Ранее у неё были второстепенные и гостевые роли в ряде других ситкомов, а в 2000-х она переместилась на театральную сцену с драматическими ролями. Также в последние годы Уайт появилась в сериалах «Форс-мажоры», «Саутленд», «Менталист» и «Как избежать наказания за убийство».

## Личная жизнь
На протяжении семи с половиной лет состояла в отношениях с актёром Малькольмом-Джамалом Уорнером.

## Избранная фильмография
| Год  |   | Русское название                   | Оригинальное название       | Роль           |
| ---- | - | ---------------------------------- | --------------------------- | -------------- |
| 2014 | с | Как избежать наказания за убийство | How to Get Away with Murder | Карла Брукингс |
| 2016 | с | Бесстыжие                          | Shameless                   | Сильви Прам    |